# دونگاره و سه‌نگاره
استفاده از یک گروه حرف‌ها به عنوان نماد یک کاراکتر گفته می‌شود. مانند :{ and }
در برنامه‌نویسی رایانه، دونگاره و سه‌نگاره به‌ترتیبْ دنباله‌ای از دو یا سه نویسه هستند که در کد منبع ظاهر می‌شوند و براساس مشخصات هر زبان برنامه‌نویسی، باید به‌عنوان یک نویسه در نظر گرفته شوند.
دلایل متعددی برای استفاده از دونگاره‌ها و سه‌نگاره‌ها وجود دارد؛ صفحه‌کلید ممکن است کدبندی نویسهٔ زبان را به‌تمامی پوشش ندهد، وارد کردن برخی نویسه‌های خاص می‌تواند مشکل باشد، ویرایشگران متن ممکن است برخی نویسه‌ها را برای استفاده‌های خاص کنار گذاشته باشند و تا آخر.